# HD 104081
HD 104081，又名CD-51 6236，SAO 239548、HR 4582，是一颗恒星，视星等为6.05，位于銀經294.74，銀緯10.34，其B1900.0坐标为赤經11h 54m 6.1s，赤緯-51° 10.34′ 23″。